# Нейл, Пол
Сэр Пол Нейл (англ. Paul Neile; 1613[…], Вестминстер, Лондон — 1686) — английский астрономом и политик, который заседал в Палате общин в 1640 году и с 1673 по 1677 год.

## Биография
Пол Нейл родился в 1613 году в Вестминстере, Большой Лондон, в семье Ричарда Нейла (Richard Neile), впоследствии архиепископа Йоркского.
20 мая 1627 года в возрасте 14 лет Пол Нейл поступил в Пемброк-колледж, Кембридж; в 1631 году получил степень бакалавра. Пол Нейл стал одним из привратников Тайной палаты короля Карла I и был посвящён в рыцари 27 мая 1633 года, в Хаттон-Бонвилль-Йорк.
В апреле 1640 года Пол Нейл был избран членом парламента от Рипона в Коротком парламенте. Во время правления Оливера Кромвеля[уточнить] Пол Нейл жил в Уайт-Уолтэме, графство Беркшир, где изучал астрономию и изготовлял телескопы. Сэр Кристофер Рен использовал телескоп Нейла в Уайт-Уолтеме в 1655 году, а в 1658 году Нейл подарил 35-футовый телескоп Грешем-колледжу.
Пол Нейл был одним из двенадцати членов-основателей Королевского общества, и в 1661 году общество «пожелало, чтобы он продолжал работать мастером по изготовлению очков для перспектив».
В 1673 году Нейл был избран депутатом парламента от округа Ньюарк вместе со своим деловым партнером Генри Сэвилом. Однако его избрание было непопулярным и спорным, и Пол Нейл не смог занять своё место должным образом в течение следующих четырёх лет. В конечном итоге выборы были объявлены недействительными 21 марта 1677 года.
Пол Нейл женился на Элизабет Кларк (Elizabeth Clarke), дочери Габриэля Кларка (Gabriel Clarke), доктора медицинских наук, архидиакона Даремского. Сын Уильям Нейл стал математиком и астрономом.
Пол Нейл скончался в 1686 году в возрасте 73 лет.